# Atractus boulengerii
Atractus boulengerii – gatunek węża z rodziny połozowatych (Colubridae), występujący północno-zachodniej Ameryce Południowej. Jest endemitem Kolumbii.
Gatunek ten został niedawno ponownie odkryty w dolnej części doliny rzeki Anchicayá na południe od Buenaventura w departamencie Valle del Cauca na wysokości 100 m n.p.m. Poprzednio gatunek był znany tylko z holotypu bez dokładnej lokalizacji. Jego habitatem są nizinne lasy wilgotne.